# Segré
Segré este un oraș în Franța sub-prefectură a departamentului Maine-et-Loire în regiunea Pays de la Loire. 
1. ↑  répertoire géographique des communes, accesat în 26 octombrie 2015
2. ↑  dataset of postal codes in France, 1 octombrie 2018